# Sami Kallunki
Sami Olavi Kallunki (* 27. April 1971 in Kuusamo; † 2. Dezember 1999 ebendort) war ein finnischer Nordischer Kombinierer, welcher zu seiner aktiven Zeit für den Kuusamon Erä-Veikot startete. Er nahm 1992 für Finnland an den Olympischen Winterspielen teil.

## Karriere
Im Jahr 1991 durfte er für Finnland an den Nordische Skiweltmeisterschaften 1991 im italienischen Val di Fiemme teilnehmen und durfte im Einzelwettbewerb und im Team-Wettbewerb starten. Nachdem er im Einzelwettbewerb den 37. Platz belegt hat, startete er gemeinsam mit Pasi Saapunki, Jukka Ylipulli in der Staffel. Das Rennen beendete die finnische Staffel auf den sechsten Platz.
Ein Jahr später qualifizierte er sich für die Olympischen Winterspiele 1992 in der französischen Gemeinde Albertville und wurde auch vom Suomen Olympiakomitea für die Winterspiele nominiert. Obwohl er im Einzel als drittbester Finne den 28. Platz belegte, wurde ihm in der Staffel Jari Mantila vorgezogen, welcher den Einzelwettbewerb nicht beendete. Am 12. Dezember 1993 konnte er im heimischen Kuopio im Weltcup B hinter Tsugiharu Ogiwara aus Japan und den Norweger Glenn Skram den dritten Platz belegen.